# Institut de recherche Scripps
Pour les articles homonymes, voir Scripps.

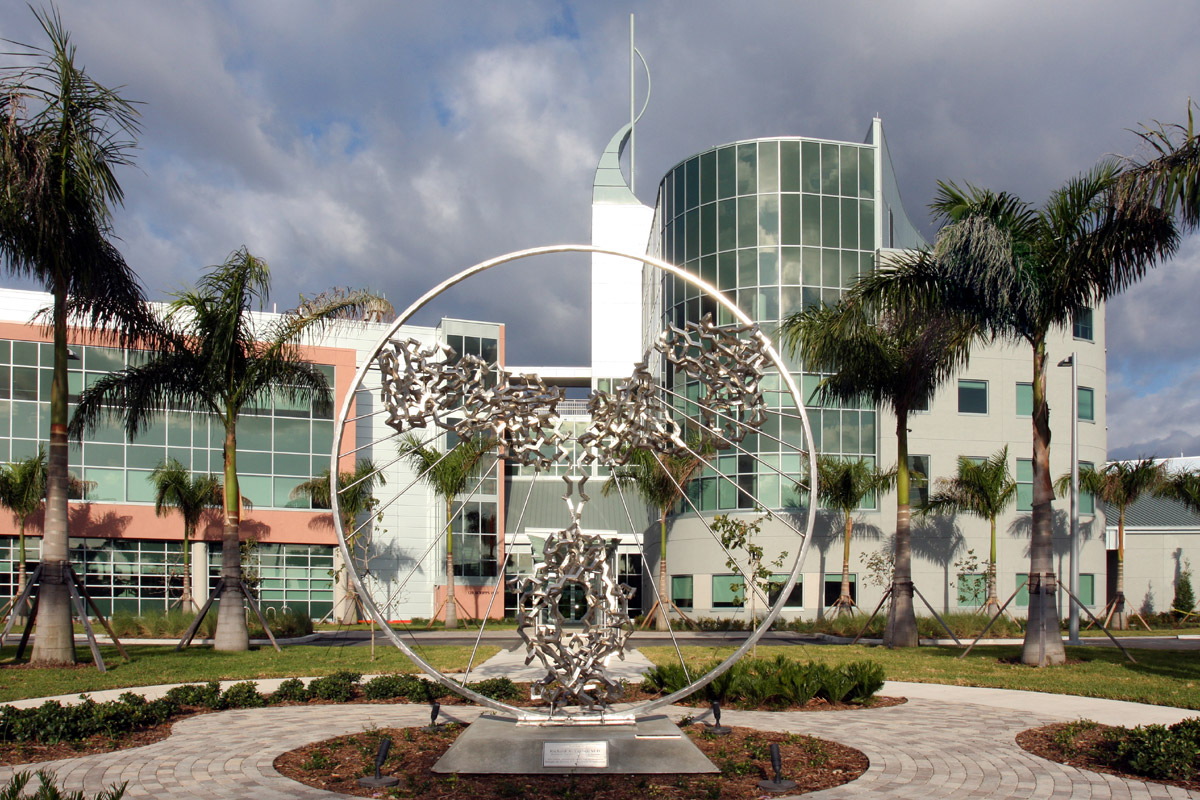

L'Institut de recherche Scripps (en anglais The Scripps Research Institute, TSRI) est un centre de recherche biomédicale américain, spécialisé dans la recherche en biologie et chimie. 
Situé à La Jolla, en Californie, il a également une branche à Jupiter en Floride. 
Dans l'institut travaillent plusieurs membres de l'Académie nationale des sciences des États-Unis, des lauréats du prix Nobel, et autour de 3 000 scientifiques, techniciens, doctorants et chercheurs, ce qui en fait un des plus grands centres de recherche privés à but non lucratif du monde.

## Histoire
Les racines du TSRI remontent à la Scripps Metabolic Clinic, fondée près du site actuel en 1924 par la philanthrope Ellen Browning Scripps. En 1946 l'institut devint la Scripps Clinic and Research Foundation. Initialement centrée sur l'étude des maladies immunitaires sous la direction de Frank J. Dixon, l'équipe de chercheurs grandit et diversifia ses intérêts, ce qui conduisit un nouveau changement de nom en 1977, pour The Research Institute of Scripps Clinic. En 1991 les cliniques Scripps et la section de recherche devinrent des entités indépendantes, et le Scripps Research Institute fut fondé. En 1989, il démarra un programme de doctorat. 

## Structure
Le campus californien occupe quatorze hectares entre la réserve naturelle de Torrey Pines et l'université de Californie à San Diego à La Jolla. En Floride, le Scripps occupe douze hectares à côté du campus de la Florida Atlantic University dans le comté de Palm Beach. Le Scripps regroupe des départements de biologie cellulaire, biologie du cancer, chimie, génétique, immunologie, microbiologie, biologie moléculaire, médecine moléculaire (en) et expérimentale, neurobiologie, recherche sur l'addiction, le métabolisme et l'âge.
Il regroupe différents centres :
- le Skaggs (en) Institute for Chemical biology ;
- le Pearson Center for Alcoholism and Addiction Research ;
- le Dorris Neuroscience Center ;
- le Center for Integrative Molecular Biosciences ;
- la Kellogg School of Science and Technology (en) (l'école doctorale) ;
- le Worm Institute for Research and Medicine ;
- le Center for Regenerative Medicine ;
- le Scripps Energy & Materials Center[1] ;
- le Translational Research (en) Institute.

Après la retraite de Dixon en 1986, les présidents du Scripps ont été Richard Lerner jusqu'en janvier 2012, puis Michael Marletta, qui a démissionné en juillet 2014. Parmi les 265 membres du corps professoral on retrouve de nombreux biologistes et chimistes célèbres, tels que les lauréats du prix Nobel Gerald Edelman, Kurt Wüthrich, K. Barry Sharpless et Bruce Beutler, mais aussi Kyriacos Costa Nicolaou, William R. Roush, Dale L. Boger, Gerald Joyce, Charles Weissmann, Peter G. Schultz, John R. Yates (en) et Raymond C. Stevens (en).
On confond souvent l'Institut d'océanographie Scripps (SIO) avec l'Institut de recherche Scripps ; ces deux institutions ne sont pas liées. L'Institut de recherche Scripps est un institut privé et ne dépend pas de l'université de Californie à San Diego, dont fait partie le SIO.

## Kellogg School of Science and Technology
Le Scripps possède sa propre école doctorale, la Kellogg School of Science and Technology. Le Scripps est classé dans le top 10 des programmes de doctorat des États-Unis, le classement du US News and World Report le plaçant 7e en chimie ainsi qu'en biologie, et 3e en chimie organique. 